# 格鲁阿罗港
格鲁阿罗港（義大利語：Portogruaro），是意大利威尼托大区威尼斯廣域市的一个市镇。总面积102.22平方公里，人口25406人，人口密度248.5人/平方公里（2009年）。国家统计（ISTAT）代码为027029。

## 友好城市
- 法國 马尔芒德